# Karl-Gustaf Thörn
Karl-Gustaf Thörn (folkbokförd Karl Gustaf), född 9 november 1923 i Jönköpings Sofia församling i Jönköpings län, död 7 augusti 2013 i Forshaga-Munkfors församling i Värmlands län, var en svensk agronom och direktör.
Thörn var son till förmannen Oskar Thörn och Ruth Helander. Efter agronomexamen vid Kungliga Lantbrukshögskolan (KLH) 1954 blev han assistent vid Statens jordbruksförsök i Ås 1954. Han blev extra jordbrukskonsulent för Västernorrlands län 1957 och jordbrukskonsulent för Jämtlands län 1959. Thörn var direktör för Jämtlands läns hushållningssällskap från 1965. Han författade artiklar i lantbruksfrågor som publicerades i dags- och fackpress. Han var också medförfattare till böcker i dessa ämnen.
Karl-Gustaf Thörn var gift från 1952 till sin död med Birgit Gustafsson, född 1926 och död 2023, dotter till lantbrukaren Hugo Gustafsson och Lydia Karlsson. Makarna fick barnen Magnus, Ingrid och Olof.